# Othmane El Idrissi
Pour le footballeur marocain, voir Othmane Elidrissi.
Othmane El Idrissi (en arabe : عثمان الإدريسي), né le 7 août 1999 à Marrakech (Maroc), est un joueur de futsal international marocain.

## Biographie

### Carrière en club
Othmane El Idrissi naît à Marrakech et fait ses débuts en seniors en 2018 au Kawkab Marrakech en D2 marocaine. Une saison plus tard, le club est promu en première division.
En 2021, il s'engage au Club Loukkous Ksar El Kebir (CLKK) en première division marocaine de futsal. Le 30 mai 2022, il remporte la finale de la Coupe du Trône 2021-22 aux dépens du Chabab Mohammédia après prolongations (5-3).
En mai 2023, il atteint la finale de la Coupe du Trône. Mais cette fois-ci le club kasri est défait, par l'AS Faucon d'Agadir (6-2 après prolongations) à Rabat.

### Carrière internationale
En 2020, il reçoit ses premières convocations avec l'équipe du Maroc U23, avec lequel il participe à des matchs amicaux face à des clubs locaux sous l'entraîneur Mohamed Maouni. Entre février et avril 2021, il prend part à un stage de préparation à Salé avec l'équipe du Maroc U23,,. Son premier match en date FIFA avec le Maroc U23 a lieu le 25 mars 2021 face à l'équipe première du Panama. Les jeunes marocains impressionnent et remportent le match sur le score de 8-2. Othmane El Idrissi prend part à deux autres matchs amicaux.
En décembre 2022, Othmane El Idrissi reçoit sa première convocation en équipe première du Maroc et fait face à l'équipe de Lettonie pour une double confrontation amicale. Les Marocains s'imposent lors des deux matchs (9-2 puis 7-2). Othmane El Idrissi prend uniquement part au second match. Le 2 mars 2023, il dispute son deuxième match international face à l'Irak à Rabat. Le 7 mars face à l'Estonie, il inscrit ses deux premiers buts internationaux (victoire, 10-0).
Le mois qui suit, Hicham Dguig le convoque pour participer à un tournoi international organisé par la FRMF qui voit la participation de la France, la Croatie et le Japon. Tournoi que le Maroc après une victoire contre le Japon (3-2) et deux nuls (3-3 contre la Croatie et 4-4 contre la France). El Idrissi ne dispute que le match face aux Français,,.
Dans le cadre des préparations à la Coupe arabe 2023, Othmane El Idrissi est convoqué pour une double confrontation amicale face à la Slovaquie les 27 et 29 mai au Complexe Mohammed VI.
Il est convoqué par Hicham Dguig pour la Coupe arabe qui se tient à Djeddah du 6 au 16 juin 2023 qui voit le Maroc triompher pour la 3e fois. Bien que dans le groupe, El Idrissi ne prend part à aucune rencontre du tournoi.

### Statistiques détaillées

#### En club
Le tableau suivant recense les statistiques de Othmane El Idrissi :
| Saison                | Club                  | Championnat           | Championnat | Championnat | Coupe(s) nationale(s) | Coupe(s) nationale(s) | Total | Total |
| Saison                | Club                  | Division              | M.          | B.          | M.                    | B.                    | M.    | B.    |
| 2021-2022             | CL Ksar El Kebir      | Division 1            | 29          | 19          | 4                     | 6                     | 33    | 25    |
| 2022-2023             | CL Ksar El Kebir      | Division 1            | 28          | 22          | -                     | -                     | 28    | 22    |
| Sous-total            | Sous-total            | Sous-total            | 57          | 41          | 4                     | 6                     | 61    | 47    |
| Total sur la carrière | Total sur la carrière | Total sur la carrière | 57          | 41          | 4                     | 6                     | 61    | 47    |

#### En sélection
Le tableau suivant liste les rencontres de l'équipe du Maroc auxquelles Othmane El Idrissi a pris part depuis le 21 décembre 2022 :

#### Statistiques par compétition
Le tableau suivant recense les statistiques d'Othmane El Idrissi dans les diverses compétitions internationales qu'il a disputées :
| Compétition                   | Matchs | Buts |
| ----------------------------- | ------ | ---- |
| Matchs amicaux internationaux | 19     | 9    |
| Tournoi du Maroc              | 3      | 3    |
| Tournoi Futsal Week           | 2      | 1    |
| Coupe d'Afrique des nations   | 5      | 1    |
| Coupe du monde de futsal FIFA | 1      | 0    |
| Total                         | 30     | 14   |

## Palmarès
| CL Ksar El Kebir (3) | Équipe du Maroc (4) |
| --- | --- |
| - Championnat du Maroc (1) : - Champion : 2025 - Vice-champion : 2023 - Coupe du Maroc (2) : - Vainqueur : 2021-22 et 2023-24 - Finaliste : 2022-23 | - Coupe d'Afrique des Nations (1) - Champion : 2024 - Tournoi international de Rabat (2) : - Vainqueur : 2023, et 2025 - Tournoi international de Croatie (1) - Vainqueur : 2023 |